# John F. Sattler

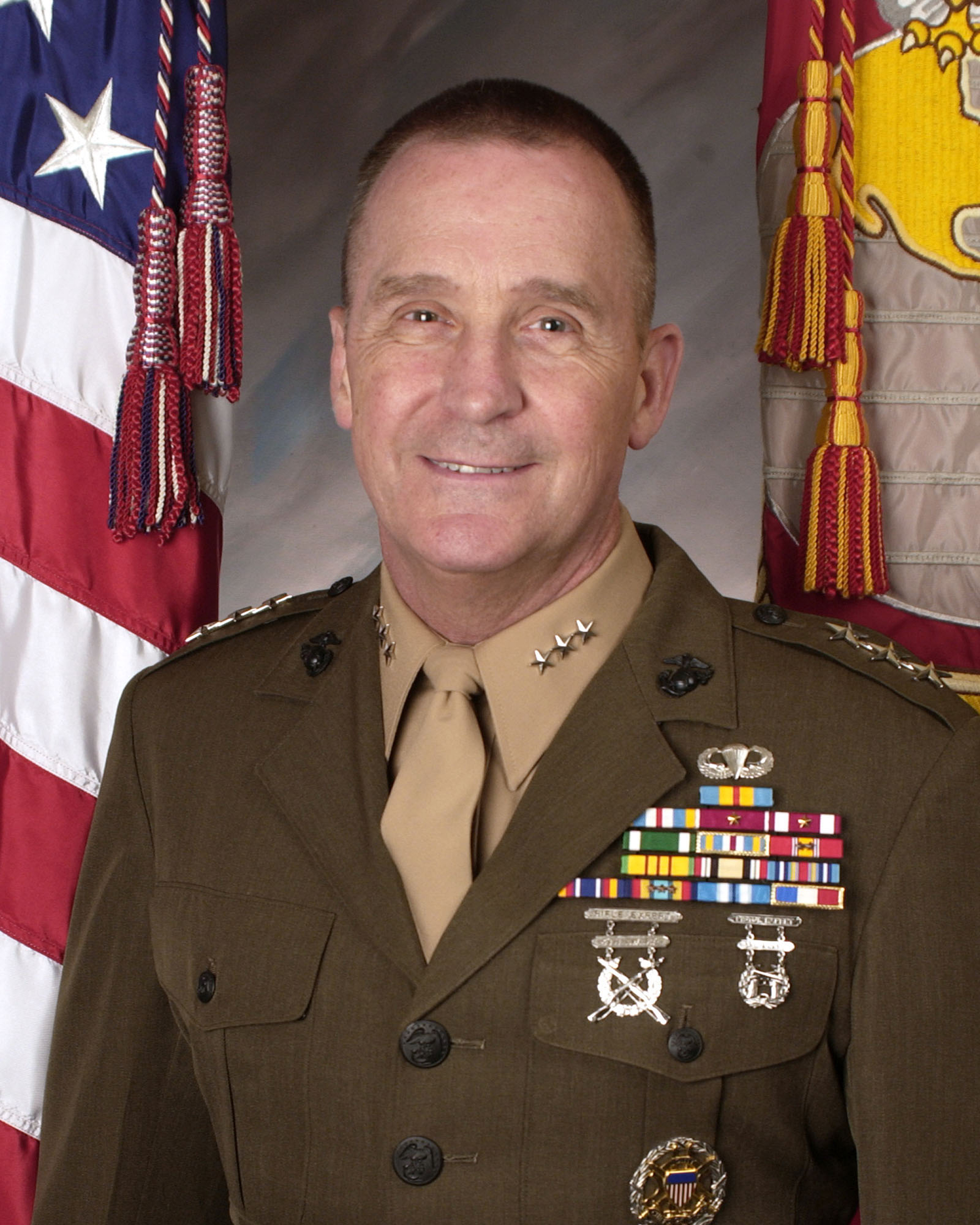
John F. Sattler

John F. Sattler ist ein ehemaliger Lieutenant General des United States Marine Corps. Er war vom 1. September 2006 bis zum Juli 2008 der Direktor für Strategische Planungen und Richtlinien (J-5) im Joint Staff.

## Militärische Laufbahn
Sattler schloss im Juni 1971 die United States Naval Academy in Annapolis ab und erhielt sein Offizierspatent als Second Lieutenant. Zudem erhielt er einen Bachelor in Volkswirtschaftslehre. Nachdem er im Februar 1972 die Basic School absolviert hatte, wurde er zum 2. Bataillon, 4th Marine Regiment der 3. US-Marineinfanteriedivision nach Okinawa versetzt und wurde dort als Zugführer eines Rifle Platoons eingesetzt. 1973 kehrte er dann zurück in die Vereinigten Staaten und in der Reserve-Division im Hauptquartier des United States Marine Corps verwendet. In dieser Verwendung diente er bis 1976 und ging dann zur Amphibious Warfare School, welche er 1977 mit Auszeichnung abschloss. Danach wurde er wieder zur Basic School auf die Marine Corps Base Quantico versetzt und diente dort als Taktikausbilder, Staff Platoon Commander und Infanteriekursausbilder.
Nach seiner Lehrtätigkeit in Quantico wurde Sattler wieder zum 2. Bataillon, 4. US-Marineregiment der 3. US-Marinedivision nach Okinawa versetzt, dessen Operationsoffizier (S-3) er wurde. 1981 kehrte er in die Vereinigten Staaten zurück und diente bis 1985 als Infanteriewaffen-Beschaffungsoffizier im Hauptquartier des US Marine Corps in Washington, D.C. 1986 absolvierte er das US Marine Corps Command and Staff College und diente dann wiederum im 2. Bataillon, 4. US-Marineregiment auf Okinawa, diesmal jedoch als Executive Officer des Bataillons. 1988 wurde Sattler das Bodenkampfelement für Spezialverwendungen MAGTF 4-88 (Ground Combat Element for Special Purpose Marine Air-Ground Task Force 4-88) unterstellt. Nachdem er dann als Bodenoperationsoffizier (J-3) für die Operation Joint Shield gedient hatte, verbrachte er ein Jahr im Hauptquartier des US Marine Corps, bevor er an das Industrial College of Armed Forces (ICAF) der National Defense University in Washington, D.C. ging. Dieses schloss er 1991 mit Auszeichnung ab und wurde dann als Verbindungsoffizier im US-Repräsentantenhaus eingesetzt. Am 12. August 1995 übernahm er schließlich das Kommando über das 2. US-Marineregiment und wurde zwei Jahre später bei der Kommandoabgabe am 29. Mai 1997 zum Brigadier General befördert und übernahm am gleichen Tag den Posten des assistierenden Divisionskommandeurs der 2. US-Marinedivision.
Im September 1998 wurde Sattler dann zum Joint Staff versetzt und übernahm den Posten des stellvertretenden Direktors für Operationen und war zuständig für Antiterrorkampf (J-34). Im Juli 2000 wurde er ins Hauptquartier des US Marine Corps versetzt und diente dort als Direktor der Abteilung für Öffentlichkeitsarbeit. Ein Jahr später, im Juli 2001, wurde er als Kommandierender General der 2. US-Marinedivision in Camp Lejeune, North Carolina, eingesetzt. Im November 2002 wurde ihm dann das Kommando über die Combined Joint Task Force, Horn von Afrika übertragen. Dann im August 2003 übernahm er den Posten des Direktors für Operationen beim US Central Command. Am 12. September 2004 wurde Sattler zum Lieutenant General befördert und übernahm das Kommando über die I. Marine Expeditionary Force (I MEF) und am 3. August 2005 schließlich über die US Marine Corps Forces Central Command. Am 5. Juli 2006 wurde er für den Posten des Direktors für Strategische Planungen und Richtlinien des Joint Staff nominiert und übergab daher am 14. August 2006 das Kommando über die I MEF und die US Marine Corps Forces Central Command an James N. Mattis. Am 1. September 2006 trat er dann den Posten des Direktors an.
Am 13. März 2008 wurde John M. Paxton, Jr. als Nachfolger Sattlers nominiert und löste diesen nach der Beförderung zum Lieutenant General im Juli 2008 ab. Sattler trat zum 1. August 2008 in den Ruhestand.
Seine Auszeichnungen umfassen u. a.: die Defense Distinguished Service Medal, die Defense Superior Service Medal, das Legion of Merit mit einem Goldstern, die Meritorious Service Medal mit einem Goldstern, sowie die Navy and Marine Corps Commendation Medal.